# Hamminkeln
Hamminkeln est une ville d'Allemagne, dans l'arrondissement de Wesel en Rhénanie-du-Nord-Westphalie. Elle est située sur le Vieil IJssel, à approximativement 10 km de la ville de Wesel.

## Jumelages
- Sedgefield (Royaume-Uni) depuis 1982[1]